# Bathynomus kapala
Bathynomus kapala är en kräftdjursart som beskrevs av Griffin 1975. Bathynomus kapala ingår i släktet Bathynomus och familjen Cirolanidae. Inga underarter finns listade i Catalogue of Life.